# Ginnastica ai Giochi della XXXIII Olimpiade - Corpo libero femminile
La finale del corpo libero femminile ai Giochi della XXXIII Olimpiade di Parigi si è svolta al Palazzo dello Sport di Parigi-Bercy il 5 agosto 2024.

## Programma
| Data           | Ora (UTC+1) | Turno                           |
| -------------- | ----------- | ------------------------------- |
| 28 luglio 2024 | 09:30       | Qualificazioni - Suddivisione 1 |
| 28 luglio 2024 | 11:40       | Qualificazioni - Suddivisione 2 |
| 28 luglio 2024 | 14:50       | Qualificazioni - Suddivisione 3 |
| 28 luglio 2024 | 18:00       | Qualificazioni - Suddivisione 4 |
| 28 luglio 2024 | 21:10       | Qualificazioni - Suddivisione 5 |
| 5 agosto 2024  | 14:25       | Finale                          |

## Risultati

### Qualificazioni
A causa della regola dei passaporti "two per country", l'accesso alla finale è consentito soltanto a due atlete per nazione.
| Pos. | Ginnasta        | Nazionalità | D. Score | E. Score | Penalità | Totale | Note |
| ---- | --------------- | ----------- | -------- | -------- | -------- | ------ | ---- |
| 1    | Simone Biles    | Stati Uniti | 6.8      | 7.900    | 0.100    | 14.600 | Q    |
| 2    | Rebeca Andrade  | Brasile     | 5.9      | 8.000    |          | 13.900 | Q    |
| 3    | Jordan Chiles   | Stati Uniti | 5.8      | 8.066    |          | 13.866 | Q    |
| 4    | Sabrina Voinea  | Romania     | 6.2      | 7.600    |          | 13.800 | Q    |
| 5    | Alice D'Amato   | Italia      | 5.6      | 8.100    |          | 13.700 | Q    |
| 6    | Ou Yushan       | Cina        | 5.6      | 8.066    |          | 13.666 | Q    |
| 7    | Manila Esposito | Italia      | 5.7      | 7.933    |          | 13.633 | Q    |
| 8    | Rina Kishi      | Giappone    | 5.6      | 8.000    |          | 13.600 | Q    |
| 8    | Ana Bărbosu     | Romania     | 5.6      | 8.000    |          | 13.600 | Q    |
| 10   | Zhang Yihan     | Cina        | 5.5      | 8.033    |          | 13.533 |      |
| 11   | Júlia Soares    | Brasile     | 5.4      | 8.100    |          | 13.500 |      |
| 12   | Jade Barbosa    | Brasile     | 5.5      | 8.000    |          | 13.500 |      |
| 13   | Angela Andreoli | Italia      | 5.8      | 7.700    |          | 13.500 |      |
| 14   | Zhou Yaqin      | Cina        | 5.5      | 7.966    |          | 13.466 |      |
| 15   | Elsabeth Black  | Canada      | 5.6      | 7.900    | 0.100    | 13.400 |      |

Rina Kishi e Ana Bărbosu si sono classificate all'ottavo posto a pari merito. Poiché entrambe avevano lo stesso punteggio D (5.6) e lo stesso punteggio E (8.000), lo spareggio non è stato possibile, il che significa che tutte e 9 le ginnaste si sono qualificate per la finale degli esercizi a corpo libero.

### Finale
| Pos.    | Ginnasta        | Nazionalità | D. Score | E. Score | Penalità | Totale |
| ------- | --------------- | ----------- | -------- | -------- | -------- | ------ |
| Oro     | Rebeca Andrade  | Brasile     | 5.9      | 8.266    |          | 14.166 |
| Argento | Simone Biles    | Stati Uniti | 6.9      | 7.833    | 0.600    | 14.133 |
| Bronzo  | Ana Bărbosu     | Romania     | 5.8      | 8.000    | 0.100    | 13.700 |
| 4       | Sabrina Voinea  | Romania     | 5.9      | 7.900    | 0.100    | 13.700 |
| 5       | Jordan Chiles   | Stati Uniti | 5.8      | 7.866    |          | 13.666 |
| 6       | Alice D'Amato   | Italia      | 5.6      | 8.100    | 0.100    | 13.600 |
| 7       | Rina Kishi      | Giappone    | 5.7      | 7.566    | 0.100    | 13.166 |
| 8       | Ou Yushan       | Cina        | 5.6      | 7.700    | 0.300    | 13.000 |
| 9       | Manila Esposito | Italia      | 5.7      | 6.533    | 0.100    | 12.133 |

### Controversie
Jordan Chiles, l'ultima ginnasta a gareggiare in finale, aveva inizialmente ricevuto un punteggio di 13.666, che le era valso il quinto posto dietro le ginnaste rumene Ana Bărbosu e Sabrina Voinea che avevano ricevuto entrambe un punteggio di 13.700. L'allenatrice della Chiles, Cécile Canqueteau-Landi, presentò un ricorso che portò a una rivalutazione del coefficiente di difficoltà (nota D) del suo esercizio. La nota D venne modificata da 5.8 a 5.9 e il punteggio complessivo mutò di conseguenza in 13.766, spostandola dal quinto posto al terzo, facendo sì che vincesse la medaglia di bronzo.
Ulteriori polemiche sorsero quando fu palese che la penalità di 0.1 che la Voinea aveva ricevuto per essere uscita dalla pedana era stato un errore dei giudici, in quanto video ufficiali di diverse emittenti televisive mostrano chiaramente che non era mai uscita di pedana. L'errore dei giudici di linea le costò la medaglia di bronzo, dal momento che senza avrebbe ottenuto 13.800, permettendole di vincere la medaglia di bronzo a prescindere dal ricorso della Chiles.
L'ex ginnasta olimpica rumena, Nadia Comăneci, e Mihai Covaliu, presidente del Comitato olimpico e sportivo rumeno, chiesero a Morinari Watanabe, presidente della Federazione internazionale di ginnastica, di consentire che l'esercizio a corpo libero di Voinea venisse ri-analizzato. Il primo ministro della Romania, Marcel Ciolacu, dichiarò che avrebbe boicottato la cerimonia di chiusura a causa "della situazione scandalosa nella ginnastica, dove gli atleti [rumeni] sono stati trattati in modo assolutamente disonorevole".
Sia Bărbosu che Voinea fecero ricorso al Tribunale Arbitrale dello Sport, che si occupa di verificare che le Federazioni sportive, in questo caso la Fig, seguano diligentemente le proprie regole. Nello specifico, la Bărbosu fece ricorso perché secondo la Federazione romena il ricorso della Chiles era stato presentato dopo la scadenza del minuto a disposizione, e quindi non avrebbe dovuto essere accettato da principio, a prescindere dalla decisione di aumentare o meno il suo punteggio. Il 10 agosto, cinque giorni dopo la finale, il TAS confermò che il ricorso della Chiles era stato effettivamente presentato oltre il termine di un minuto (per la precisione dopo 1 minuto e 4 secondi) specificato nell'art. 8.5 del Regolamento Tecnico FIG 2024, tempistica registrata dai timer ufficiali "Omega" e quindi oggettiva; l'errore è quindi da imputare a Donatella Sacchi, membro della giura superiore a cui vengono presentati i ricorsi, che ha accettato la richiesta della Chiles senza effettuare le dovute verifiche. Il TAS ha quindi stabilito che "il punteggio iniziale di 13.666 dato a Jordan Chiles nella finale degli esercizi a corpo libero femminile deve essere ripristinato" e ha ordinato alla Federazione Internazionale di Ginnastica di determinare la classifica della finale e di "assegnare la/le medaglia/e in conformità con la decisione di cui sopra". L'appello della Voinea, per quanto riguarda la penalità del fuori riga, è stato contemporaneamente respinto, perché la ginnasta in sede di gara aveva fatto ricorso per la nota D e non per l'uscita di pedana: una volta trascorsi i minuti a disposizione per fare ricorso, le ginnaste non possono più appellarsi alla giuria in un secondo momento per questo genere di errori.
Il 16 agosto Ana Barbosu ha ufficialmente ricevuto la sua medaglia di bronzo. La Fig ha chiesto alla Federazione statunitense di restituire il bronzo della Chiles al Comitato olimpico, nonostante sia la parte statunitense sia la parte romena fossero d'accordo sull'assegnare tre bronzi (a Chiles, Barbosu e Voinea), dal momento che l'errore era dovuto a sbagli dei giudici e non alla malafede delle ginnaste coinvolte.